# Xanthopimpla unicolor
Xanthopimpla unicolor är en stekelart som först beskrevs av Smith 1859.  Xanthopimpla unicolor ingår i släktet Xanthopimpla och familjen brokparasitsteklar. Inga underarter finns listade i Catalogue of Life.